# Microstylum
Microstylum är ett släkte av tvåvingar. Microstylum ingår i familjen rovflugor.

## Dottertaxa tillMicrostylum, i alfabetisk ordning[1]
- Microstylum acutirostre
- Microstylum albimystaecum
- Microstylum albolimbatum
- Microstylum amoyense
- Microstylum ananthakrishnani
- Microstylum anovense
- Microstylum apicale
- Microstylum apiforme
- Microstylum appendiculatum
- Microstylum atrorubens
- Microstylum balbillus
- Microstylum barbarosa
- Microstylum basalis
- Microstylum basirufum
- Microstylum bhattacharyai
- Microstylum bicolor
- Microstylum biggsi
- Microstylum bloesum
- Microstylum braunsi
- Microstylum brevipennatum
- Microstylum bromleyi
- Microstylum brunnipenne
- Microstylum capense
- Microstylum capucinum
- Microstylum catastygnum
- Microstylum cilipes
- Microstylum cinctum
- Microstylum coimbatorensis
- Microstylum decretus
- Microstylum difficile
- Microstylum dispar
- Microstylum dux
- Microstylum elongatum
- Microstylum erythropygum
- Microstylum eximiun
- Microstylum fafner
- Microstylum fenestratum
- Microstylum flavipenne
- Microstylum flaviventre
- Microstylum fulvicaudatum
- Microstylum fulviventre
- Microstylum galactodes
- Microstylum gigas
- Microstylum gladiator
- Microstylum griseum
- Microstylum gulosum
- Microstylum haemorrhoidale
- Microstylum helenae
- Microstylum hermanni
- Microstylum hiritipes
- Microstylum hobbyi
- Microstylum imbutum
- Microstylum incomptum
- Microstylum indutum
- Microstylum insigne
- Microstylum lacteipenne
- Microstylum lambertoni
- Microstylum leucacanthum
- Microstylum libo
- Microstylum lituratum
- Microstylum luciferoides
- Microstylum luciferum
- Microstylum lugubre
- Microstylum magnum
- Microstylum marudamalaiensis
- Microstylum melanomystax
- Microstylum mexicanus
- Microstylum miles
- Microstylum morosum
- Microstylum mydas
- Microstylum nigrescens
- Microstylum nigribarbatum
- Microstylum nigricauda
- Microstylum nigricorne
- Microstylum nigricuada
- Microstylum nigrimystaceum
- Microstylum nigrinum
- Microstylum nigrisetosum
- Microstylum nigritarse
- Microstylum nigrostriatum
- Microstylum nigrum
- Microstylum nitidiventre
- Microstylum oberthürii
- Microstylum otacilius
- Microstylum parcum
- Microstylum partitum
- Microstylum pauliani
- Microstylum pica
- Microstylum pollex
- Microstylum polygnotus
- Microstylum proclive
- Microstylum proximum
- Microstylum pseudoananthakrishnani
- Microstylum pulchrum
- Microstylum rabodae
- Microstylum radamae
- Microstylum remicorne
- Microstylum rhypae
- Microstylum ricardoae
- Microstylum rubigenis
- Microstylum rubripes
- Microstylum rufianale
- Microstylum rufinevrum
- Microstylum rufoabdominalis
- Microstylum rufum
- Microstylum sagitta
- Microstylum saverrio
- Microstylum scython
- Microstylum seguyi
- Microstylum sessile
- Microstylum simplicissimum
- Microstylum sordidum
- Microstylum spectrum
- Microstylum spinipes
- Microstylum spurinum
- Microstylum strigatum
- Microstylum sumatranum
- Microstylum sura
- Microstylum taeniatum
- Microstylum tananarivense
- Microstylum testaceum
- Microstylum trimelas
- Microstylum umbrosum
- Microstylum unicolor
- Microstylum ustulatum
- Microstylum validum
- Microstylum varipennatum
- Microstylum varshneyi
- Microstylum venosum
- Microstylum vespertilio
- Microstylum vestitum
- Microstylum whitei
- Microstylum vica
- Microstylum villosum
- Microstylum vulcan